# ارتش مخفی
ارتش مخفی یا ارتش سری (انگلیسی: Armée secrète) در ۱۱ نوامبر ۱۹۴۲ در فرانسه تأسیس شد. فرمانده این ارتش، شارل دلسترن و فرمانده کل آن فرانسوا مورن فروستیه بودند. اعضای کلیدی این ارتش نیز ژان مولن و هانری فرنه بودند.

## پیدایش
پیدایش این‌گونه ارتش را باید در نیمه دوم جنگ جهانی دوم که به «سال‌های سخت» نیز معروف است جستجو کرد. در آن دوران وقتی که جنگ حالتی فرسایشی پیدا کرده بود و هیچ‌کدام از طرفهای جنگ نمی‌توانستند پیروزی قاطع و تأثیر گذاری به دست بیاورند و در عین حال امید به صلح کاملاً از بین رفته بود ایده تشکیل «ارتش مخفی» عملی شد. ارتش مخفی در فرانسه جنگ جهانی دوم ساختاری برای نبرد بود که در نتیجه پیوستن سه گروه اصلی طرفدار ژنرال دوگل در جنوب فرانسه که نام دیگرش «آزادی جنوب» بود تشکیل شد.
در نیمه سال ۱۹۴۲ در جنوب شرق فرانسه سه گروه اصلی مقاومت تلاش کردند تا برای تأثیر گذاری بیشتر نظامی هماهنگی‌ها میانشان را بیشتر کنند. هانری فرنه فرمانده نظامی این ساختار جدید را به عهده گرفت ولی با مخالفت امانوئل داستیه فرمانده گروه آزادی جنوب و ژان پیر لوی فرمانده گروه فران تیرو روبرو شد. ژان مولن اصرار کرد که این منصب نباید به کسی داده شود که قبلاً در گروهی عضویت داشته‌است. او نام شارل دلسترن را پیشنهاد کرد، ژنرالی بازنشسته و از طرفداران ژنرال دوگل که تحت فرمان او خدمت کرده و از دولت ویشی متنفر بود. این پیشنهاد در نهایت پذیرفته شد.
در ۲۸ اوت سال ۱۹۴۲ ژان مولن برای اولین بار با شارل دلسترن در لیون دیدار کرد. در پایان این دیدار ژان مولن به گروه‌های تحت فرمانش دستور داد تا برای بازدید شدن توسط شارل دلسترن در دسترس او قرار داشته باشند تا او بتواند بهترین گروه را برای ارتش مخفی انتخاب کند. در این شرایط که همه چیز مخفیانه انجام می‌شد شارل دلسترن نام کاپیتان کلودیوس بیلون را برای خود انتخاب کرد. در اوایل ماه سپتامبر کاپیتان بیلون با تعداد کمی از رزمندگانی که دست اندر کار مقاومت بودند و توان آنرا داشتند که مسئولیت و ریسک عملیات نظامی را بپذیرند آشنا شد. او بعد از تماسهای ضروری با این افراد فرماندهان منطقه جنوب شرق فرانسه را انتخاب کرد.

## تأسیس

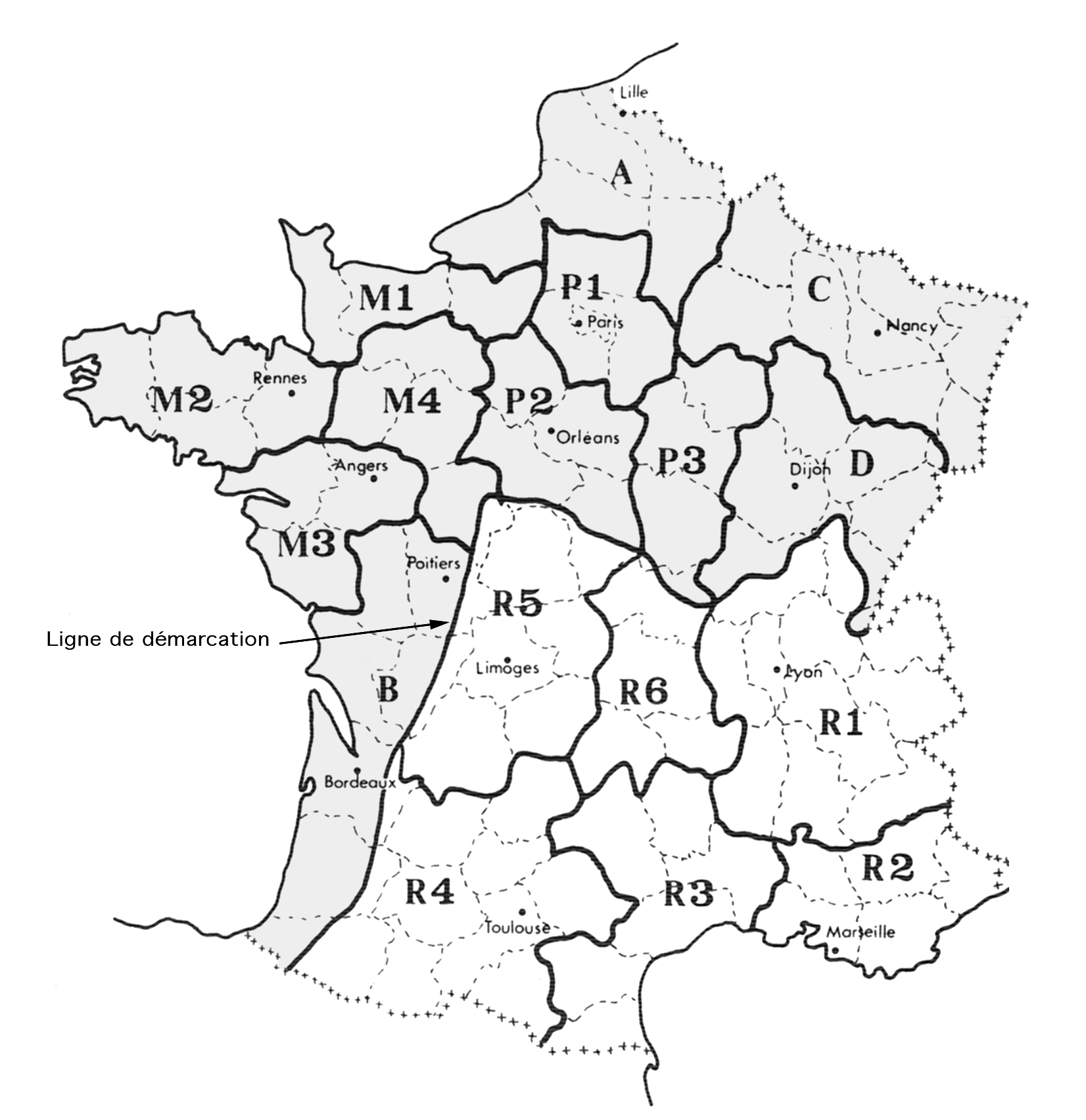
مناطق عمل ارتش مخفی فرانسه

در ماه اکتبر شارل دلسترن رسماً توسط ژنرال دوگل در این سمت منصوب شد ولی فعالیت‌های مؤثر او در ۱۱ نوامبر ۱۹۴۲ شروع شد. معاونین او فرانسوا ایو گیلین و ژوزف گاستلادو بودند.
در ۲۷ نوامبر سال ۱۹۴۲ در کولون او مون دور Collonges-au-Mont-d'Or جلسه کمیته هماهنگی منطقه جنوب فرانسه برگزار و فرمانده ارتش مخفی توسط ژان مولن به آن‌ها معرفی شد. این کمیته موظف شد تا متحد شدن سه گروه اصلی مقاومت را آماده‌سازی کند.
در ماه دسامبر، دلسترن که در کار مخفی تجربهٔ کمی داشت تصمیم گرفت تا طرح ارتباطی گروه‌های مقاومت جنوب فرانسه را با شمال تنظیم کند و در جلسه‌ای که در ۲۶ ژانویه سال ۱۹۴۳ در استان ان برگزار شد، در تشکیل جنبش مقاومت متحد (MUR)، شرکت کرد.

## دستگیری‌ها
در نهم ژوئن سال ۱۹۴۳ دلسترن و ژان لویی تئوبال یکی از معاونین او در پاریس دستگیر شدند. در ۲۱ ژوئن جلسه‌ای توسط فرماندهان ارتش برگزار شد تا جایگزین دلسترن انتخاب شود. لئونارد شوارتزفلد کاندید جایگزینی دلسترن، ریمون اوبراک برای منطقه شمال و لاساین برای منطقه جنوب کاندید شدند. دیگر سران ارتش مخفی مانند ژان مولن، هانری اوبری، رنه هاردی، آلبرلاکاز و برونو لارا، همگی دستگیر و زندانی شدند. در ژوئیه ۱۹۴۳ سرهنگ پیر دجوسیو پونکارال به ریاست ستاد ارتش مخفی رسید. فرماندهی بخش جنوبی این ارتش نیز به ژنرال ژوفرو سپرده شد ولی او نیز در اوت ۱۹۴۳ دستگیر شد.

## اتحاد گروه‌های منطقه آزاد
در فوریه سال ۱۹۴۴ ارتش مخفی با گروه داخلی فرانسه (FFI)، سازمان ارتش مقاومت (ORA) و گروه فران تیرو Francs-tireurs و گروه کمونیستی پارتیزان‌های فرانسه (FTPF) ادغام شد. این ساختار بیشتر در بخش جنوبی فرانسه حضور داشت. اتحاد گروه‌های منطقه آزاد تنها چند هفته طول کشید و فرماندهان آن نیز انتخاب شدند.